# Bernardo do Mearim
Bernardo do Mearim is een gemeente in de Braziliaanse deelstaat Maranhão. De gemeente telt 6.249 inwoners (schatting 2009).